# Wilhelm Tischer
Wilhelm Tischer (* 1901; † unbekannt) war ein deutscher Beamter, Fachautor und Ingenieur.

## Leben
Tischer absolvierte eine Ausbildung zum Diplom-Ingenieur im Brückenbaufach.
Er war zunächst von 1926 bis 1934 im Brückenbauamt Berlin tätig, anschließend war er bis 1940 Dezernent der Reichsautobahnen der Obersten Bauleitung Berlin und von 1940 bis Kriegsende 1945 Dezernent beim Brückenbauamt Hamburg.
Nach Beschäftigungen in der Straßenbau- und Verkehrsgeneraldirektion in der britischen Besatzungszone (1946), der Hauptverwaltung der Straßen des Verwaltungsrats für Verkehr des britischen und amerikanischen Besatzungsgebietes (1946–1947) und der Abteilung Straßen der Verwaltung für Verkehr des Vereinigten Wirtschaftsgebietes (1947–1949) arbeitete Tischer von 1949 bis 1966 im Bundesministerium für Verkehr. 1952 trug er die Amtsbezeichnung Regierungsbaudirektor und den Titel Doktor-Ingenieur, zuletzt war er Ministerialrat.
Tischer verfasste zudem zahlreiche Arbeiten zum Bauwesen und war langjährig in gehobener Position beim Verein Deutscher Ingenieure tätig.
Am 25. September 1968 bekam er die goldene DIN-Ehrennadel verliehen.

## Schriften (Auswahl)
- Regelformen für einfache Strassenbrücken kleiner Stützweiten (= Der Bauingenieur. Band 27, Nr. 7). Springer, Berlin, Heidelberg 1952, S. 226–280, doi:10.1007/978-3-662-12902-9 (Neuauflage 2013, ISBN 978-3-662-12903-6).
- Der Tiefbau in den Allgemeinen Technischen Vorschriften für Bauleistungen (ATV) zur VOB (= Werners Wegweiser-Reihe durch die neue VOB. Band 2). Werner, Düsseldorf Juli 1955, DNB 455078076.
- Kommentar zur VOB, Teil C; DIN 18300/DIN 18303. Der Ingenieurbau – Tiefbau- in der Verdingungsordnung für Bauleistungen. Werner, Düsseldorf 1963, DNB 457263644.
- Kommentar zur VOB, Teil C; DIN 18305, Wasserhaltungsarbeiten. Werner, Düsseldorf 1971, ISBN 3-8041-3529-3.